# Zona Gale

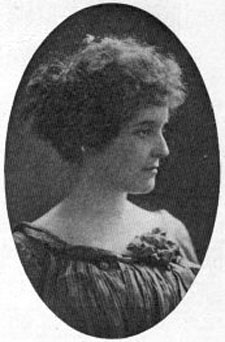
Zona Gale

Zona Gale (ur. 1874, zm. 1938) – amerykańska prozaiczka i dramatopisarka. Urodziła się 26 sierpnia 1874 w miejscowości Portage w stanie Wisconsin. W 1895 ukończyła University of Wisconsin. W 1899 uzyskała stopień magistra. Pracowała jako dziennikarka w Evening Wisconsin i Milwaukee Journal.  W 1901 przeniosła się do Nowego Jorku i zaczęła pracę w Evening World. W 1906 opublikowała swoją pierwszą powieść Romance Island. W 1920 wydała powieść Miss Lulu Bett, którą zaadaptowała na potrzeby sceny. Za ten utwór otrzymała w 1921 Nagrodę Pulitzera w dziedzinie dramatu. Zmarła 27 grudnia 1938 w Chicago.